# Île Beausoleil
L'île Beausoleil (anglais : Beausoleil Island) est une île située dans la baie Georgienne près de Port Severn en Ontario (Canada). Longue de huit kilomètres, elle est la plus grande île du parc national des Îles-de-la-Baie-Georgienne. Elle fut brièvement utilisée comme réserve indienne par les Ojibwés lors de la moitié du XIXe siècle. Elle a été désignée lieu historique national du Canada en 2011.

## Toponymie
L'île Beausoleil doit son nom au colon métis Louis Beausoleil, qui a installé son homestead (en) au sud de l'île en 1819.

## Histoire
En 1836, un groupe d'Ojibwés mené par le chef John Assance s'installent à la Source des Cèdres sur l'île Beausoleil. Il interagissant d'un établissement comprend une église, seize maisons, deux granges et 80 ha de terres où l'on cultivait le maïs et la pomme de terre. Cependant, le sol était de piètre qualité pour l'agriculture. Malgré le bon rendement de la pêche, la bande n'arrivait plus à subvenir à ses besoins et a dû faire appel au gouvernement pour les aliments de base comme la farine et le porc. À partir de 1844, certains individus décident de s'installer sur l'île Christian (en), à proximité. Dès 1852, la plupart des membres de la communauté s'étaient déjà installer sur l'île Christian. L'île Beausoleil est finalement cédée à la couronne en 1856.